# Верхня Грязнуха
Верхня Грязнуха (рос. Верхняя Грязнуха) — село у Камишинському районі Волгоградської області Російської Федерації.
Населення становить 532  особи. Входить до складу муніципального утворення Усть-Грязнухинське сільське поселення.

## Історія
Село розташоване у межах українського історичного та культурного регіону Жовтий Клин.
Згідно із законом від 5 березня 2005 року № 1022-ОД органом місцевого самоврядування є Усть-Грязнухинське сільське поселення.

## Населення
| 1767  | 1773  | 1788  | 1798  | 1816  | 1834  | 1850  |
| ----- | ----- | ----- | ----- | ----- | ----- | ----- |
| 211   | ↗288  | ↗362  | ↗432  | ↗670  | ↗1336 | ↗2036 |
| 1859  | 1886  | 1897  | 1905  | 1911  | 1920  | 1922  |
| ↗2531 | ↗2779 | ↘2664 | ↗5759 | ↗6101 | ↘3391 | ↘2518 |
| 1926  | 1931  | 2010  |       |       |       |       |
| ↗2821 | ↗3454 | ↘532  |       |       |       |       |